# Onda curta (meteorologia)

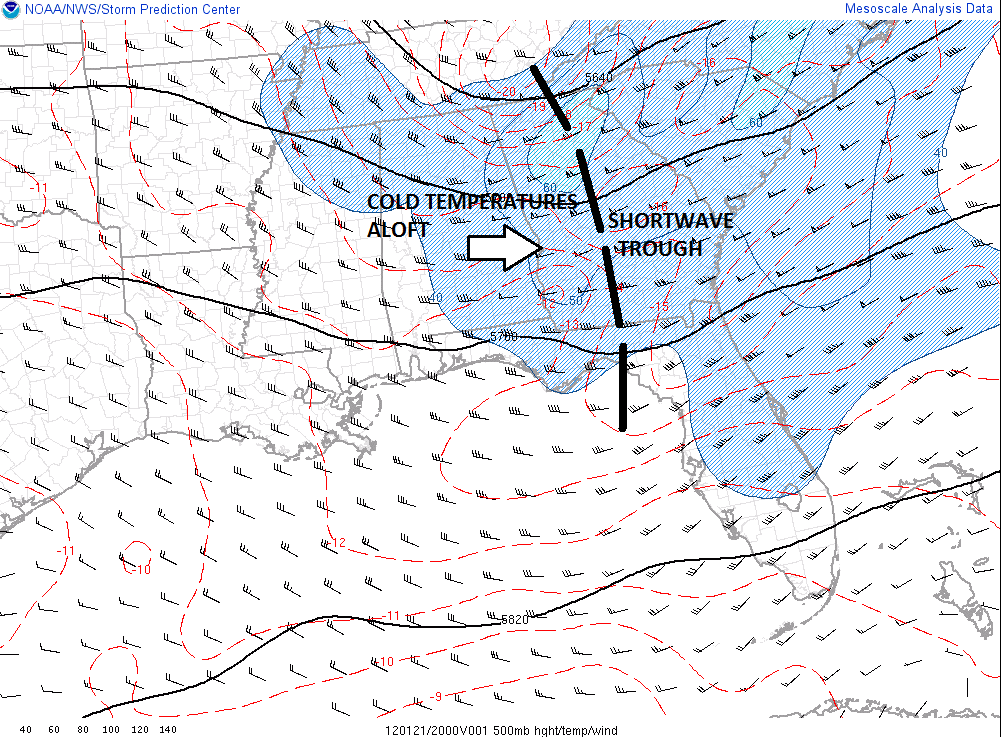
Um vale depressionário de onda curta com vorticidade associada.

Onda curta, ou cavado de onda curta, é designação dada a uma ondulação incorporada no padrão de um vale depressionário ou crista de altas pressões, quando esta ondulação apresenta uma escala de comprimento muito menor do que as ondas de Rossby (ondas longas) responsáveis pelos sistemas à escala sinóptica.  Embora as ondas curtas possam estar contidas dentro de ondas longas ou posicionadas à sua frente, a sua escala é bem menor, indo da mesoescala à escala sinóptica. As ondas curtas são em geral originadas pela presença de uma parcela de ar mais frio ou pela existência de uma frente em altitude.